# Rally (How I Met Your Mother)
Rally (o traducido como "Recuperación") es el decimoctavo episodio de la novena temporada de la serie de televisión de CBS How I Met Your Mother y el episodio 202 de la serie en general.

## Reparto
| - Josh Radnor como Ted Mosby. - Jason Segel como Marshall Eriksen. - Cobie Smulders como Robin Scherbatsky. - Neil Patrick Harris como Barney Stinson. - Alyson Hannigan como Lily Aldrin. - Cristin Milioti como La Madre. - Bob Saget como Futuro Ted Mosby. (voz, no acreditado) | - Ray Wise - Robin Scherbatsky, Sr. - Robert Belushi - Linus |

## Trama
En el futuro, Ted y la madre se encuentran en la parte trasera de una limusina en su camino a una fiesta de Año Nuevo. Ted abre y toma un poco de champán para brindar por un gran año con su esposa, que acaba de publicar un nuevo libro. La madre advierte a Ted sobre tomar demasiado champán, pero él le dice que él va a estar bien como él hizo un voto en el pasado. Futuro Ted entonces relata la historia detrás de esa promesa ante sus hijos.
A las 8 a. m. del domingo, diez horas antes de la boda, Ted y Robin finalmente encuentran a Barney desmayado frente a su habitación y no pueden despertarlo. Con la sesión de fotos de la boda a punto de empezar en dos horas, la banda decide que tienen que hacer todo lo posible para reanimarlo. Marshall, disgustado por la embriaguez de Barney, hace un voto para no volver a emborracharse tanto. Futuro Ted revela que rompió esa promesa cuando fue candidato a la Corte Suprema de Nueva York en 2020 y pensó que estaba a punto de perder ante su viejo amigo Brad (también un juez), solo para que al final Marshall gane.
Ted recuerda a los otros de l«a cura de resaca que Barney invento, el «elixir reparador de resaca Stinson» (que incluye Funyuns y la rabieta de soda), y recuerda que había curado a todos en sus peores resacas. El único problema es que la bebida tiene un ingrediente secreto que solo conoce a Barney. Ted y Marshall son enviados a recuperar todos los ingredientes conocidos del elixir mientras Robin y Lily intentan revivir a Barney el tiempo suficiente para encontrar el ingrediente secreto. Robin y Lily primero tratan de sacarlo al exterior en busca de aire fresco, pero esto lleva a tirarlo accidentalmente por las escaleras. Después de otros métodos que no dan resultado, Lily se une a la promesa de Marshall sobre nunca conseguir emborracharse tanto de nuevo. Futuro Ted dice que ella también rompió la promesa en el primer día de universidad de Marvin, cuando ella y Marshall van a beber para celebrar que Marvin salió de casa, se encuentran a Marvin caminando en el mismo bar en que se encuentran ellos.
Marshall y Ted, después de haber recogido la mayor parte de los ingredientes, tratan de recoger la última: la grasa. El chef dice que ya no tienen grasa, entonces Ted señala que el tocino produce grasa. El chef dice que tiran la grasa y solo hará más tocino si todo se lo comen antes de que el desayuno haya terminado. Ted intenta hacer que Marshall se coma todo, pero Marshall se niega y le dice a Ted que lo haga. Ted, sin haber comido tocino antes, debido a una mentira de su madre, es reacio a probarlo. Después de su primer bocado, sin embargo, comienza a devorar con avidez e incluso se protege de los intentos de Marshall para comer cualquier pedazo de tocino. Al final consiguen la grasa suficiente. Futuro Ted afirma que esta fue la primera y última vez que comió tocino.
Mientras tanto, las chicas siguen sin poder revivir a Barney y Lily sugiere besarse con Robin, más por interés personal que el deseo de despertar a Barney. Robin se une a la promesa de Marshall, sin embargo Futuro ted revela que le tomo unos años más tarde romper la promesa, mientras ella y Barney están de vacaciones en Buenos Aires y se despierta en la habitación de otro hotel, con un bebé de otra persona. Su beso es exitoso y Barney despierta el tiempo suficiente para decirle al grupo que el ingrediente secreto es en realidad una mentira que él compuso para que sus amigos se sintieran mejor después de los peores episodios de sus vida. Barney dice que le mintió a sus amigos porque él los ama y por eso los chicos deciden mentirle a Barney y decirle que en la sesión de fotos utilizaron «Weekend at Barney's» para hacer que su futuro suegro no se enfadase con él. En realidad, Robin canceló las fotos y su padre dio una patada en la entrepierna a Barney, despertándolo al fin. Finalmente, Ted se une a la promesa y se revela que él no la rompió. En lugar de ello, el día de Año Nuevo en 2022, Ted le da el elixir de la madre después de que ella haya bebido demasiado la noche anterior. Ella bebe y saluda a sus hijos, ya que ellos corren en la habitación.
El episodio termina con una charla entre Lily y Robin en la cual Robin sugiere que deberían volverse a besar pero Lily le dice que a ella no le apetece y que fue muy raro besarse, dejando la situación diferente en la que Lily siempre se sentía atraída hacia Robin, pero ahora con Robin sintiéndose atraída por Lily.

## Música
- «Coro nupcial» - Richard Wagner
- «Just Try (Always Been)» - Mason Jennings

## Blog de Barney
Barney habla sobre cómo su antepasado, el Dr. J. Barnert Stinsonheimer, trabajó en el Proyecto Demasiados Manhattans de Franklin D. Roosevelt, lo le valió el Premio Brobel.